# Långbergsöda
Långbergsöda är en by i Saltvik på Åland. 
I dalgången söder om Ålands högsta berg Orrdalsklint finns ett stort antal boplatser från stenåldern, av vilka de äldsta tillhör den kamkeramiska kulturen med paralleller i västra Finland; de yngre fynden representerar den östsvenska så kallade gropkeramiska kulturen. Boplatsernas ekonomi har till övervägande del baserat sig på sälfångst, men på de yngre finns också tecken på jordbruk och boskapsskötsel. I dalgången har det på grund av landhöjningen och korsfynd varit möjligt att jämföra den yngre stenålderns relativa kronologi i Finland och Sverige.